# Ranunculus submarginatus
Ranunculus submarginatus är en ranunkelväxtart som beskrevs av Pavel Nikolaevich Ovczinnikov. Ranunculus submarginatus ingår i släktet ranunkler, och familjen ranunkelväxter. Inga underarter finns listade i Catalogue of Life.